# Couque de Dinant
Couqe de Dinant är ett extremt hårt och sött kex som kommer från staden Dinant i Vallonien, i södra Belgien.
Kakan härrör enligt legenden från tiden för hertig Karl av Burgunds belägring av Dinant 1466 då invånarna i staden endast hade honung och mjöl att livnära sig på. De hittade då på att baka kakor med dessa ingredienser.
Man gör med metallformar dekorationer i relief i degen före gräddningen med landskapsmotiv eller med fiskar, blommor och mycket annat.
Man skall helst äta kakan genom att bryta den i små delar och låta bitarna smälta på tungan.